# Monique Jeanblanc
Monique Jeanblanc (* 1947 in Beaucourt ( Bourgogne-Franche-Comté)) ist eine französische Mathematikerin, die in der Wahrscheinlichkeitstheorie, speziell Stochastische Prozesse, und ihre Anwendungen in der Wirtschaftsmathematik forschte.

## Leben
Sie wurde in der Nähe von Belfort geboren, wo sie auch aufwuchs. Sie studierte an der École normale supérieure Paris-Saclay von 1966 bis 1969, danach übernahm sie hier einen Lehrauftrag. 1992 wechselte sie zur Université d'Évry-Val d’Essonne, wo sie bis zu ihrer Emeritierung lehrte und als Co-Direktorin den Fachbereich Finanztechnik leitete.

## Veröffentlichungen

### Bücher
Sie ist Autorin oder Co-Autorin der folgenden Bücher:
- Enlargement of Filtration with Finance in View (mit Anna Aksamit, Springer, 2017)
- Mathematical Methods for Financial Markets (mit Marc Yor and Marc Chesney, Springer, 2009)
- Marchés financiers en temps continu: valorisation et équilibre (mit Rose-Anne Dana, Economica, 1998)

### Artikel (Auswahl)
Sie hat über 60 Artikel in Fachzeitschriften veröffentlicht.
- T.R. Bielecki, M. Jeanblanc et M. Rutkowski (2007) : Hedging of Basket Credit Derivatives in CDS Market. Journal of Credit Risk 3, 91-132
- T.R. Bielecki, S. Crépey, M. Jeanblanc, M. Rutkowski (2009) : Defaultable Game Options in a Hazard Process Model Journal of Applied Mathematics and Stochastic Analysis, Article ID 695798
- T.R. Bielecki, S. Crépey, M. Jeanblanc, M. Rutkowski (2008) : Defaultable Game Options in a Markovian Intensity Model. Mathematical Finance 18, 493–518
- D. Coculescu, M. Jeanblanc, A. Nikeghbali (2012) Default times, non arbitrage conditions and change of probability measures Finance and Stochastics 16, 513-535
- N. El Karoui, M. Jeanblanc, Y. Jiao , B. Zargari (2010). Conditional Default Probability and Density Inspired by Finance T. Zariphopoulou, M. Rutkowski and Y. Kabanov, eds. 2014, pp 201-219
- Jeanblanc, M. and Song, S. (2011). Default times with given survival probability and their F-martingale decomposition formula. SPA 121, 1389–1410
- N. El Karoui, M. Jeanblanc, Y. Jiao , B. Zargari (2010). Conditional Default Probability and Density Inspired by Finance T. Zariphopoulou, M. Rutkowski and Y. Kabanov, eds. 2014, pp 201-219
- Jeanblanc, M. and Song, S. (2011). Default times with given survival probability and their F-martingale decomposition formula. SPA 121, 1389–1410
- G. Callegaro, M. Jeanblanc, W. Runggaldier (2011) Portfolio optimization in defaultable markets under incomplete information Decisions in Economics and Finance, vol. 35 issue 2 November 2012. p. 91 - 111

## Ehrungen
2010 wurde sie zum Chevalier de la Légion d'Honneur (Ritter der Ehrenlegion) ernannt.